# ياسر عبد الله
ياسر عبد الله مواليد 10 مايو 1988، لاعب كرة قدم إماراتي يجيد اللعب في الدفاع.

## مسيرة اللاعب
لعب لأندية الوحدة والظفرة و الشارقة واتحاد كلباء و دبا الفجيرة و حتا و البطائح و دبا الحصن.

## روابط خارجية
- ياسر عبد الله على موقع Soccerway.com (الإنجليزية)